# RMS Queen Elizabeth
O RMS Queen Elizabeth foi um navio de passageiros britânico operado pela Cunard Line e construído pelos estaleiros da John Brown & Company. O navio era um pouco maior que seu parceiro RMS Queen Mary e tinha um projeto e desenho melhorado. O Queen Elizabeth entrou em serviço em fevereiro de 1940 como um navio de transporte de tropas durante a Segunda Guerra Mundial, sendo apenas em 1946 que ele começou seu serviço comercial. O navio serviu nessa função por quase duas décadas, sendo aposentado em novembro de 1968 e vendido para um fundo denominado The Queen Corporation na Flórida. Após repetidas outras vendas, a embarcação foi comprada pelo empresário Tung Chao Yung de Hong Kong com a intenção de convertê-lo em uma universidade flutuante. Entretanto, o Queen Elizabeth pegou fogo em janeiro de 1972 enquanto passava por reformas e emborcou no porto de Hong Kong. Ele foi parcialmente desmontado e posteriormente enterrado.

## Construção

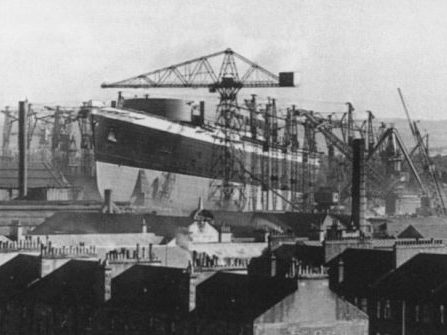
O RMS Queen Elizabeth nos estoques do estaleiro.

No dia em que o RMS Queen Mary partiu em sua viagem inaugural, o presidente da Cunard Line, Sir Percy Bates, informou aos seus Designers de Navios em que era a hora de começar a desenhar o segundo navio, em que o seu nome inicial foi dado como "Casco 552". O contrato oficial entre a Cunard e os financiados do governo foi assinado no dia 6 de outubro de 1936.
O novo navio melhorando o projeto em comparação a do Queen Mary, com mudanças suficientes, incluindo uma redução do número de caldeiras a doze, em comparação a do Queen Mary que possuía 24, e que os Designers podiam descartar um funil e aumentar a plataforma, carga e de espaço para os passageiros. Os dois funis foram preparados internamente para dar uma aparência mais limpa olhando, enquanto a plataforma boa para frente foi omitido, uma forma de casco mais refinado e alcançado, e um arco mais acentuada foi adicionado para um terceiro ponto da âncora, de modo que ela estava 10 pés mais longo que o navio mais velho.
O Queen Elizabeth foi construído na rampa de lançamento do Queen Mary, no Estaleiro de John Brown. Durante sua construção, ele foi mais conhecido pelo seu número de Estaleiro, Hull 552. Os interiores foram projetados por uma equipe de artistas liderados pelo Arquiteto George Grey Wornum. O plano da Cunard, foi para o Navio ser lançado em setembro de 1938, com um armazenamento que pretendia ser completa para o Navio entrar em serviço na primavera de 1940. A Rainha Elizabeth realizou a cerimônia de lançamento no dia 27 de setembro de 1938, em que o navio foi enviado para fazer a montagem de fora. Foi anunciado em que dia 23 de agosto de 1939, o Rei e a Rainha foram visitar o Navio e visitar a sala de máquinas, e que no dia 24 de abril de 1940, era para ser a sua data proposta para sua viagem inaugural. Devido ao anuncio da Segunda Guerra Mundial, as datas foram adiadas.
O Queen Elizabeth entrou na Doca Seca no Estaleiro, para pintar o Navio. Até que no dia 2 de novembro de 1939, o Ministério da Expedição emitiu licenças especiais para declarar sua navegabilidade. No dia 29 de dezembro, seus motores foram testados, com as hélices desconectadas para monitorar suas temperaturas operacionais de petróleo, de vapor e pressões. Dois meses depois, a Cunard recebeu uma carta de Winston Churchill, e em seguida Primeiro Lorde do Almirantado, ordenando que era para deixar o navio em Clydeside o mais rápido possível e "manter-se longe das Ilhas Britânicas, desde que a ordem estivesse em vigor".

## Viagem inaugural

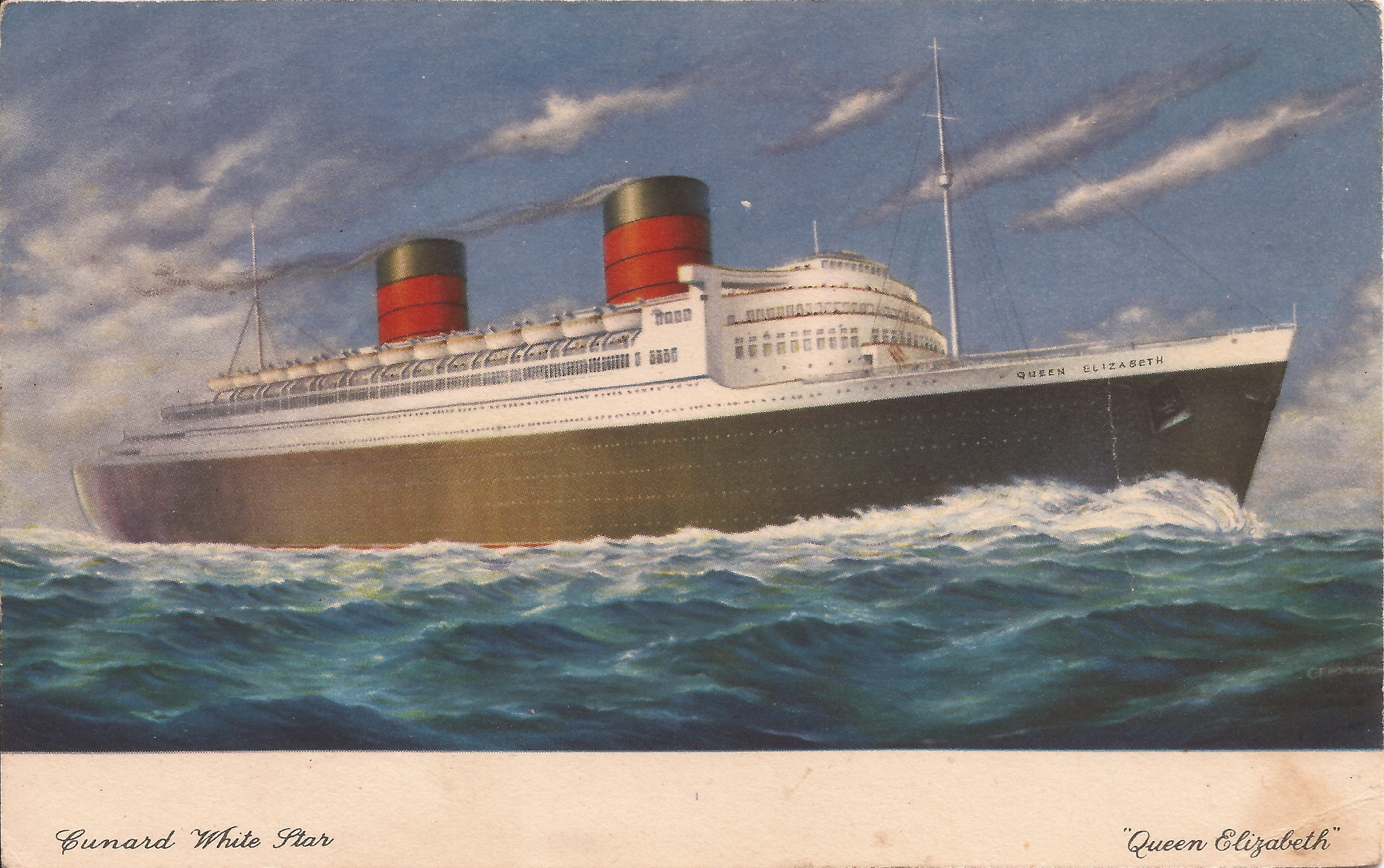
Postal do Queen Elizabeth.

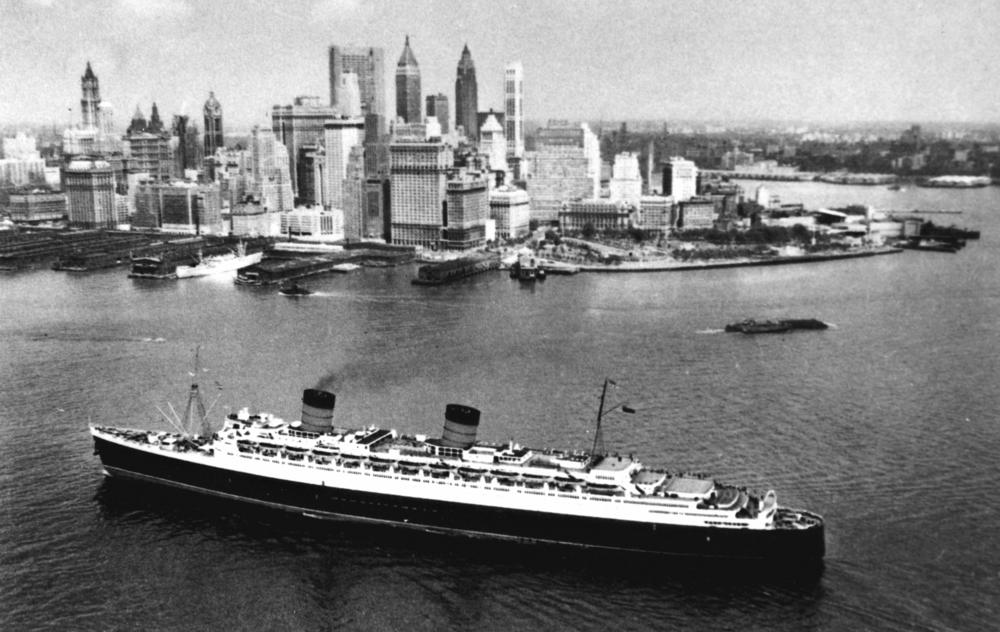
O Queen Elizabeth se aproximando de Nova Iorque.

No início da Segunda Guerra Mundial, foi decidido que, como o Queen Elizabeth foi tão reforçado para a guerra, que ele não poderia ter os seus movimentos rastreados por espiões alemães que operam na área de Clyndebank. Portanto, um ato elaborado foi fabricado envolvendo sua vela para Southampton para completar sua construção. Outro fator que levou o Queen Elizabeth a sair, foi a necessidade de dar vaga ao Estaleiro para o navio de guerra HMS Duke of York, que estava precisando de sua última remodelação.
Um fator importante que limitava a data de partida "secreta" do Navio, era de que havia apenas duas marés vivas que no ano que iria ver o nível de água alto o suficiente para o Queen Elizabeth deixar o estaleiro. A tripulação mínima de quatrocentos foram designados para a viagem. A maioria foram assinados para uma viagem curta para Southampton a bordo do RMS Aquitania. As peças foram enviadas para Southampton, e os preparativos foram feitos no dique seco. Os nomes dos funcionários do Estaleiro de John Brown foram reservados para os hotéis em Southampton para dar uma pista de informações falsas, e o Capitão John Townley foi nomeado como o seu primeiro comandante. Townley já havia comandado o RMS Aquitania em uma viagem, e vários dos pequenos navios da Cunard, antes que eles deixassem as malas para uma viagem onde eles poderiam estar longe de casa por até seis meses.
No inicio de março de 1940 o Queen Elizabeth estava pronto para sua viagem secreta. Suas cores foram pintados com cinza de guerra, e na manhã do dia 3 de março, o navio calmamente partiu, onde ele passou fora do rio e navegou mais adiante ao longo da costa, onde foi recebido pelo Queen's Messenger, que apresentou as ordens diretamente com o capitão. Enquanto esperavam pelo mensageiro, o navio fio reabastecido, ajustaram a bússola do navio, e alguns testes finais dos equipamentos navais foram realizados antes que partissem para o seu destino secreto.
O Capitão Townley descobriu que ele estava conduzindo um navio não testado diretamente para Nova York, e nem poderiam se comunicar com a Torre, pois era para o Queen Elizabeth manter o seu Rádio Silencioso. Mais tarde, naquele dia, no momento em que eles estavam para chegar em Southampton, a cidade foi bombardeada pela Luftwaffe. Depois de um cruzamento durar seis dias, o Queen Elizabeth teve que fazer Zigue-Zague em seu caminho através do Atlântico a uma velocidade média de 26 nós, evitando que os Submarinos Alemães se aproximassem, onde chegou com segurança em Nova Iorque, e se encontrou com o Queen Mary e o Navio da Linha francesa, o Normandie. Essa foi a única vez que os três maiores navios do mundo seriam ancorados juntos.

## Navio de tropas

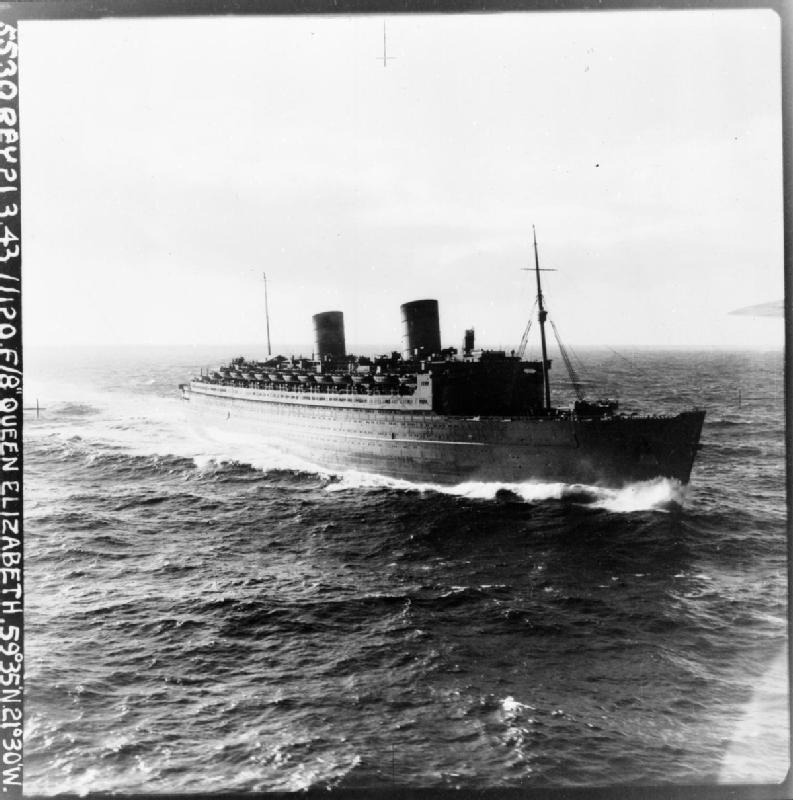
Queen Elizabeth pintado de cores cinzas no tempo de guerra.

O Queen Elizabeth deixou o Porto de Nova Iorque no dia 13 de novembro de 1940 para Singapura, para receber sua conversão para Navio de Tropas. Depois de duas paradas para reabastecer, ela chegou as Docas Navais de Cingapura, onde ele foi equipado com armas anti aeronaves, e o seu casco foi pintado de preto novamente, embora sua superestrutura permanecesse cinza.
Como navio de tropas, o Queen Elizabeth saiu de Singapura dia 11 de fevereiro, e inicialmente, levou as tropas australianas para os teatros de operações militares da Ásia e África. Depois de 1942, os dois Queens foram transferidos para o Atlântico Norte para o transporte de tropas americanas para a Europa.
O Queen Elizabeth e o Queen Mary foram usados como transporte de tropas durante a guerra. Suas altas velocidades permitiu superar os perigos. Durante o seu serviço de guerra como navio de tropas, Queen Elizabeth transportou mais de 750 mil soldados, e ele também navegou cerca de 500 mil milhas (800 mil Km). Seus capitães durante esse período foram: John Townley, Ernest Fall, Cyril Gordon Illinsworth, Charles Ford, e James Bisset.

## Depois da Guerra

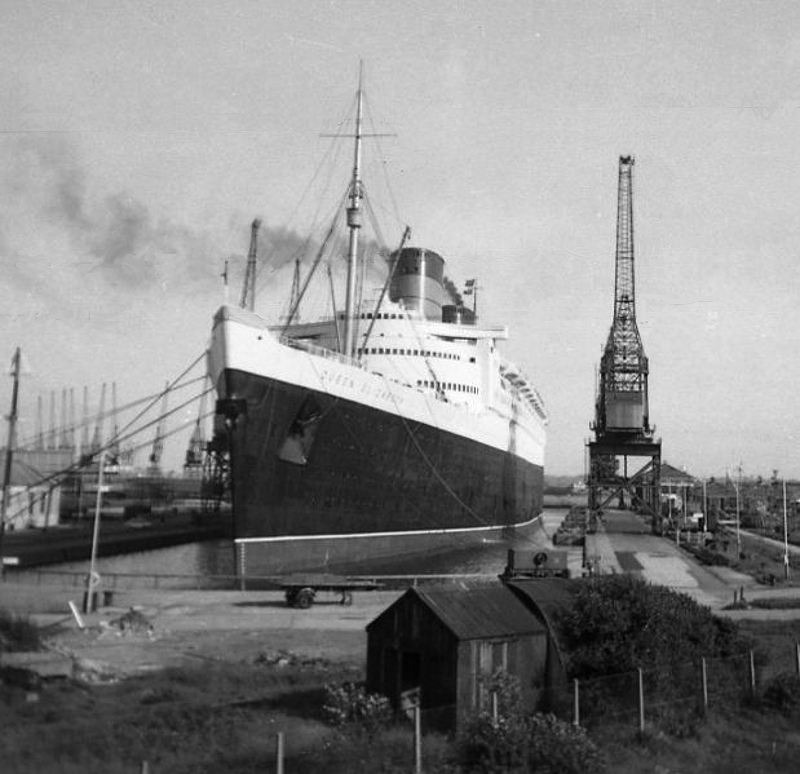
O RMS Queen Elizabeth em Southampton - 1966

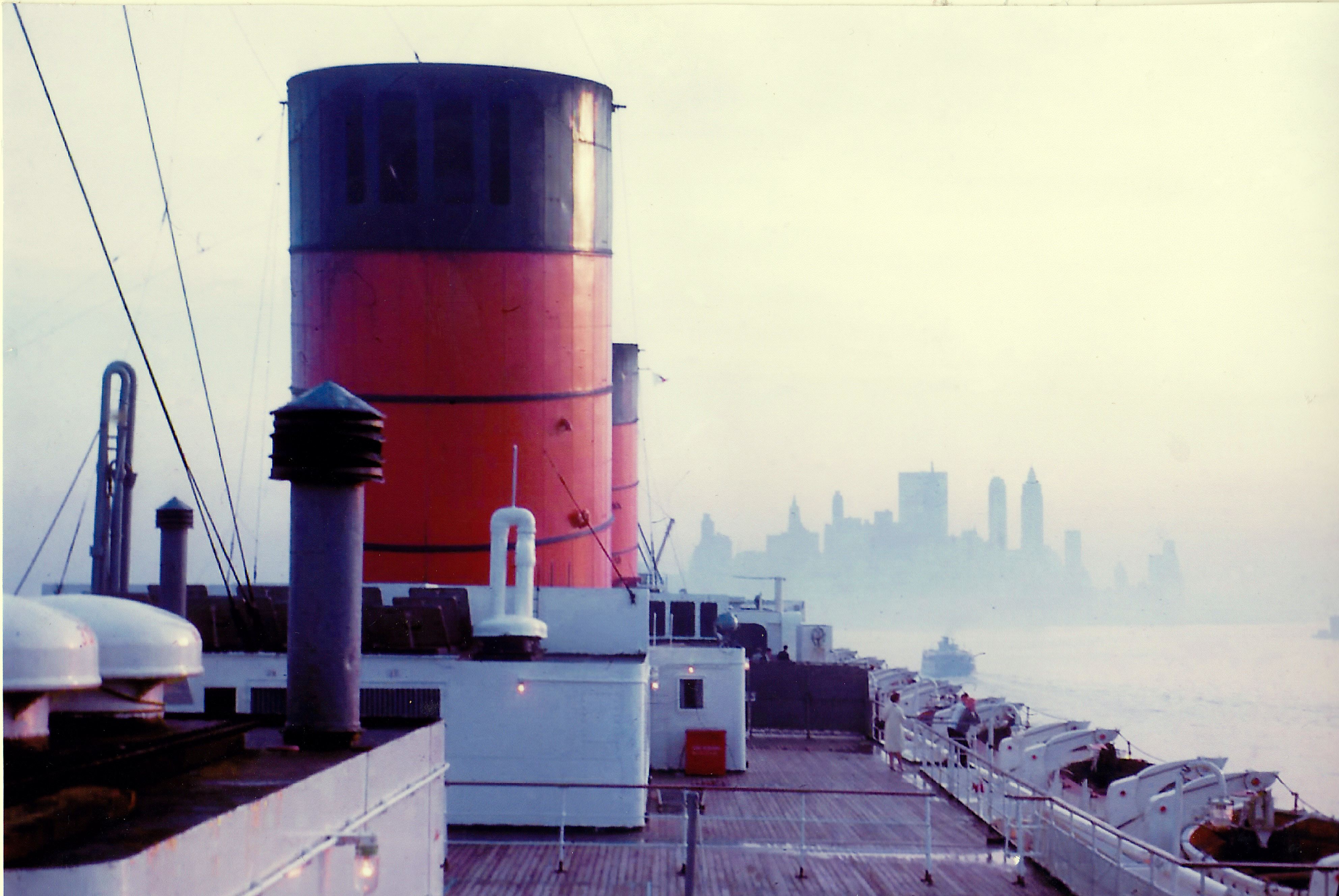
Imagem do Queen Elizabeth aproximando-se de Nova York - 1965

Após o fim da Segunda Guerra Mundial, seu irmão Queen Mary permaneceu em seu papel durante a guerra e aparência cinza, com exceção de suas chaminés, que foram repintadas em cores da empresa. Por mais um ano, ele fez o serviço militar, retornando as tropas. O Queen Elizabeth no entanto, foi reformado e decorado como transatlântico, na doca seca do Estaleiro de John Brown. O navio foi inteiramente decorado em Estilo Art Déco como essa era a tendência da época.
Em 1955, durante uma revisão anual em Southampton, na Inglaterra, o Queen Elizabeth foi equipado com estabilizadores subaquáticas para suavizar o passeio no mar agitado. Duas alertas foram montados em cada lado do casco. As barbatanas foram retrátil no casco para economizar combustível em mares calmos.
O Queen Elizabeth acabou encalhando em um banco de areia ao largo de Southampton, no dia 14 de abril de 1947, e foi relançado no dia seguinte. No dia 29 de julho de 1959, um outro acidente. Ele se colidiu com um navio de carga americano em condições de neblina no porto de Nova Iorque, e ele estava escondido acima da linha da água.

Juntamente com o Queen Mary, e em concorrência com o SS United States, o Queen Elizabeth dominou como Transatlântico comercial de passageiros, até que suas fortunas começaram a declinar com a construção dos mais rápidos e mais econômicos aviões para passageiros, e o número de passageiros diminuiu, e os Queens se tornaram economicamente inviável para operar. O navio recebeu uma grande reforma em 1965, com uma nova plataforma adicionado à sua se(c)ção traseira, o maior ar condicionado e uma piscina exterior. Com essas melhorias, a intenção da Cunard, era manter o navio em operação, pelo menos até em 1970. No entanto, a estratégia não se mostrou bem sucedida, devido aos altos custos de combustível, o calado (que o impedia de entrar em vários portos da ilha), e a grande largura, impedindo-o de usar.

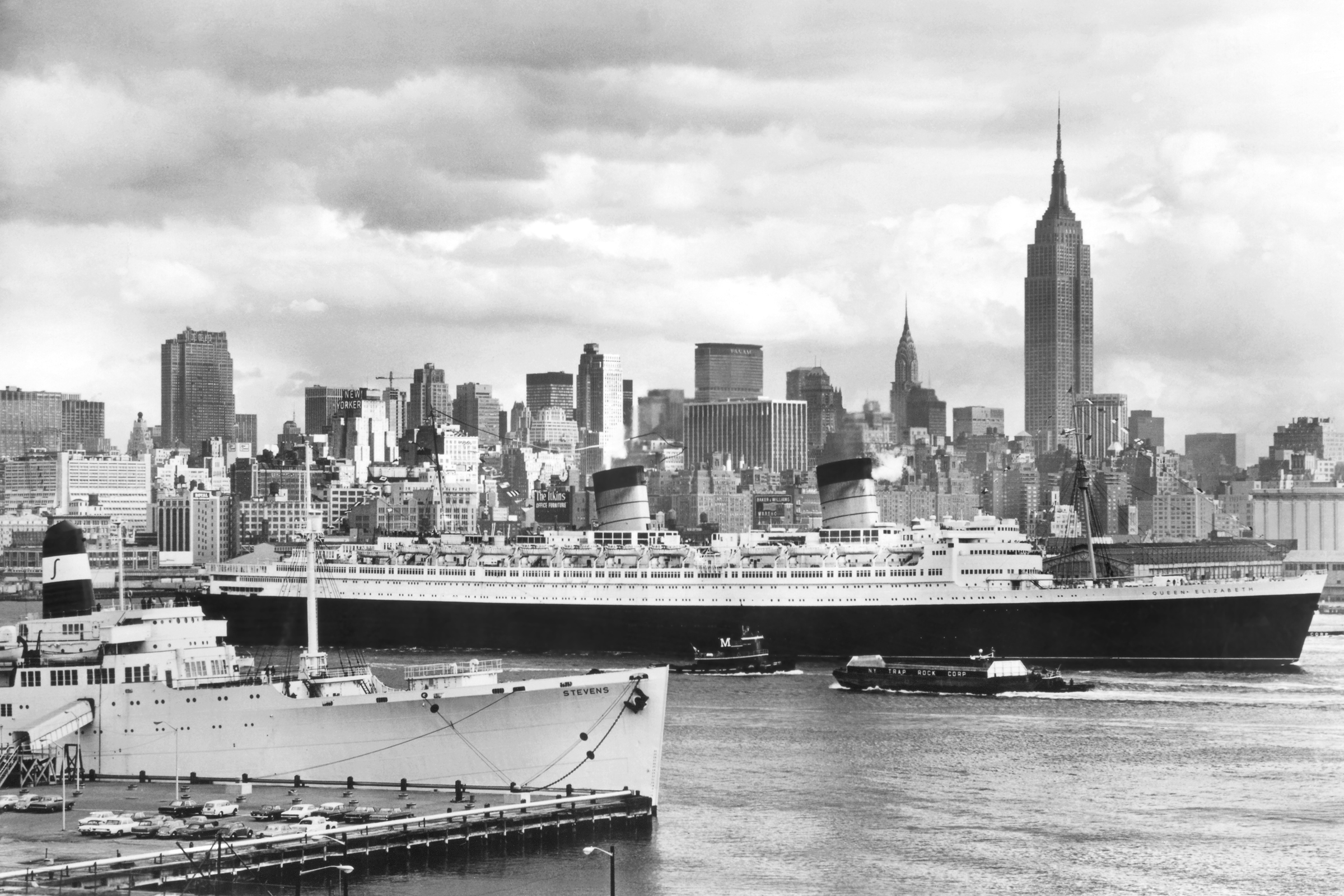
O Queen Elizabeth deixando o porto de Nova Iorque em sua última viagem, 1968.

A Cunard acabou aposentando ambos os navios em 1967, e substituiu-os por um único navio menor e mais econômico, o RMS Queen Elizabeth 2.

## Anos Finais
Em 1968, o Queen Elizabeth foi vendido a um grupo de empresários de uma empresa chamado "The Queen Corporation". A nova empresa destinada a operar o navio como um hotel e atração turística em Port Everglades, na Flórida, similar ao uso atual do Queen Mary, em Long Beach, na Califórnia. O clima do sul da Flórida foi muito mais difícil do que o clima do sul da Califórnia onde estava o Queen Mary, eles só estavam perdendo dinheiro, então, o navio foi vendido novamente em leilão em 1970.

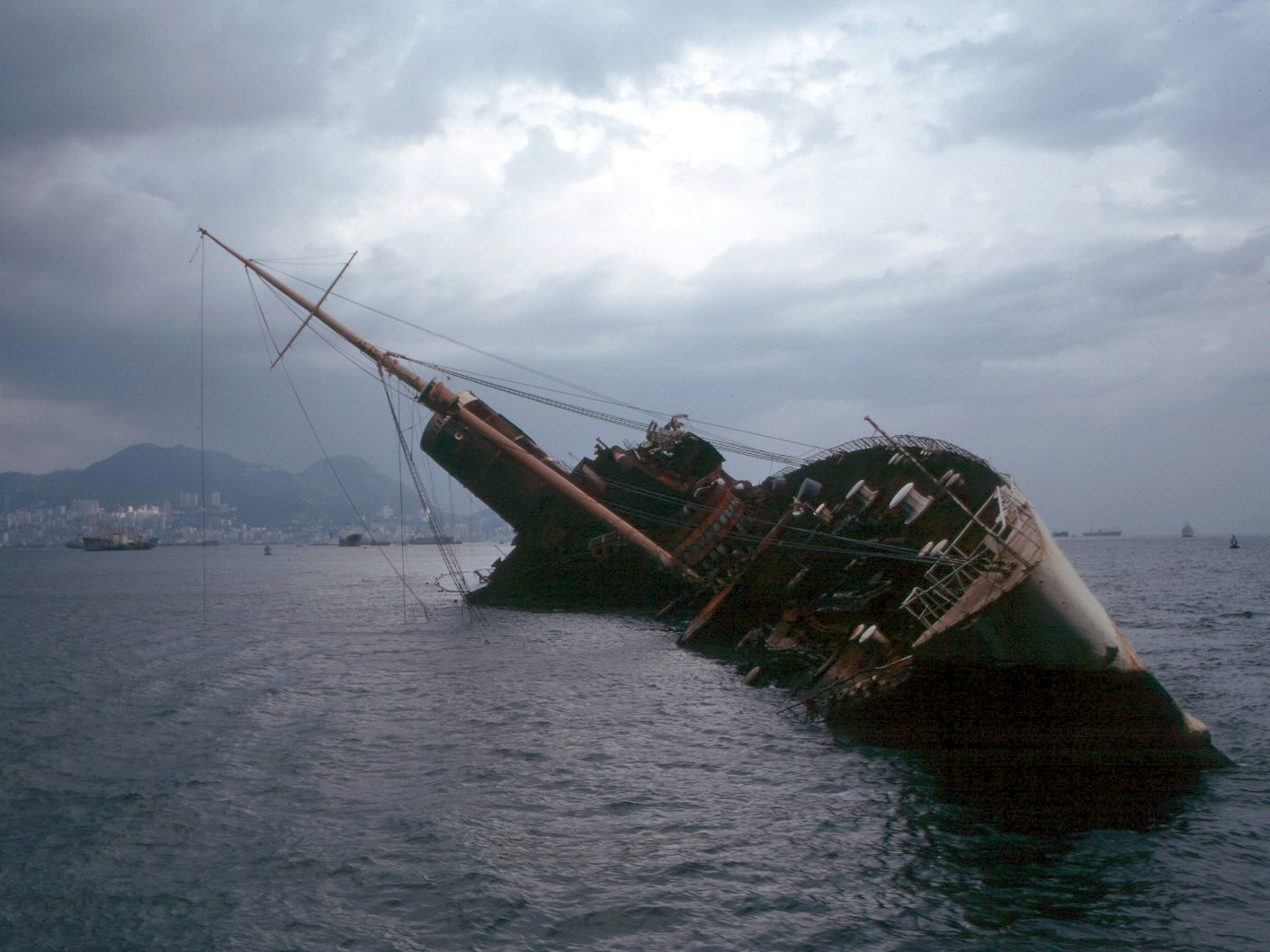
O destroços do Seawise University (ex-Queen Elizabeth).

A nova empresa, estava destinada a converter o navio em uma universidade para o programa "Mundo Campus Afloat". Perto da conclusão da conversão, o navio pegou fogo no dia 9 de janeiro de 1972. Há uma suspeita de que os incêndios foram deliberados. As chamas engoliram todo o navio.
O navio foi completamente destruído pelo fogo, e a água pulverizada sobre ela, causou queimaduras e o Queen Elizabeth virou-se o afundou. O navio foi finalmente declarado um perigo e foi desmantelado para a sucata, entre 1974 e 1975. Algumas partes do casco não foram resgatadas e foram deixadas no fundo do mar. A quilha e caldeiras permaneceram no fundo do porto e a área foi marcada como "Foul" em cartas marítimas, em aviso para os navios não tentarem ancorar lá.
Após o desaparecimento do Queen Elizabeth, o SS France tornar-se-ia o maior navio de passageiros ativo: era mais longo, mas tinha menos tonelagem do que os navios da Cunard.